# Puss/Oh, the Guilt
Puss/Oh, the Guilt är en splitsingel med The Jesus Lizard och Nirvana, släppt 1993. Framsidan på singeln är tagen från tavlan Old Indian and White Poodle av Malcolm Bucknall. The Jesus Lizards låt "Puss" var från början med på deras musikalbum Liar från 1992. Nirvanas låt "Oh, the Guilt" spelades in den 7 april 1992 i Seattle, Washington och låten släpptes senare på With the Lights Out och Sliver: The Best of the Box. Nirvana uppträdde med låten live för första gången i november 1990 och en akustisk version spelades in i Music Source Studios i Seattle, Washington på nyårsdagen 1991.

## Låtlista
| Nr | Titel                   | Kompositör       | Längd |
| -- | ----------------------- | ---------------- | ----- |
| 1. | Puss (The Jesus Lizard) | The Jesus Lizard | 3:21  |
| 2. | Oh, the Guilt (Nirvana) | Kurt Cobain      | 3:23  |